# The Oxford Companion to English Literature
The Oxford Companion to English Literature, publié pour la première fois en 1932, par le diplomate à la retraite Sir Paul Harvey (en), est le premier  à avoir été publié de la série des Oxford Companions. En 2009, il en est à sa septième édition (2009), édité par Dinah Birch (en). L'ouvrage, mis à jour périodiquement, comprend des biographies d'éminents écrivains historiques et contemporains éminents de langue anglaise et des entrées sur des œuvres majeures. Les écrivains dans d'autres langues que l'anglais sont inclus lorsqu'ils ont influencé le monde anglophone. Le Companion atteint le "statut classique" avec la cinquième édition complète, éditée par la romancière et universitaire Margaret Drabble. Le livre est souvent qualifié du nom de son éditrice "The Drabble". 
Les articles de Harvey au sujet de Sir Walter Scott, très admiré par Drabble dans l'introduction de la cinquième édition, ont été réduits pour des raisons de place dans la cinquième édition. 
Grâce à la technologie moderne, les deux dernières éditions ont été mises à jour tous les cinq ans environ avant que des changements plus radicaux ne soient apportés. une édition révisée de la sixième édition a été publiée en 2006. L'édition révisée de 2000 est maintenant disponible dans la série Oxford Reference Online - par abonnement uniquement. 

## Éditions
- Première édition, 1932 publiée par Sir Paul Harvey
- Deuxième édition, 1937 publiée par Sir Paul Harvey
- Troisième édition, 1948, publiée par Sir Paul Harvey
- Quatrième édition, 1967 révisée par Dorothy S. Eagle
- Cinquième édition 1985 publiée par Margaret Drabble
- Sixième édition 2000 publiée par Margaret Drabble
- Septième édition 2009 publiée par Dinah Birch (en)